# BTR-90
O BTR-90 (em russo:  бронетранспортер, BTR significa "Bronetransportior" ou "transportador blindado"; GAZ-5923) é um veículo militar 8x8 de transporte de tropas desenvolvido pela Rússia. Desenhado na década de 1990, fez sua primeira aparição pública em 1994. É uma versão maior e aprimorada do BTR-80, com uma torre do BMP-2 acoplada. Ele possui uma blindagem melhor que a dos seus predecessores, protegendo bem as pessoas no seu interior de armamentos pesados. Poucos destes blindados foram produzidos e seu serviço no exército russo ainda é limitado.
Este veículo é armado com um canhão automático 2A42 de 30 mm, além de uma metralhadora PKT de calibre 7,62 mm, além de um lança foguete AT-5 Spandrel ATGM e um lança granadas AGS-17 de 30 mm.
Em outubro de 2011, o ministério da defesa russo afirmou que não pediria mais encomendas do BTR-90 e completou dizendo que também não pretende exportar este blindado.